# Play (album De Mono)
Play – siódmy album zespołu De Mono, wydany w 1999 roku.

## Lista utworów
1. Kim naprawdę jesteś
2. Wszystko na sprzedaż
3. Anna mieszka tutaj
4. A-41
5. Znowu zwykły dzień
6. Wyobraźnia
7. Pierwsza podróż
8. Jak ocalić miłość
9. Horoskop
10. Stosunki międzynarodowe
11. Prezent od ciebie
12. Twoje tajemnice
13. To był finał

## Single
1. Kim naprawdę jesteś
2. Wszystko na sprzedaż
3. Znowu zwykły dzień
4. Anna mieszka tutaj

## Twórcy
- Muzyka: Marek Kościkiewicz, Wojtek Wójcicki, Andrzej Krzywy, Robert Chojnacki
- Teksty: Marek Kościkiewicz

## Wykonawcy
- Andrzej Krzywy – wokal
- Marek Kościkiewicz – gitara
- Robert Chojnacki – saksofon
- Piotr Kubiaczyk – gitara basowa
- Dariusz Krupicz – perkusja

### Gościnnie
- Tomasz Lipert – gitary
- Wojtek Wójcicki – instrumenty klawiszowe
- Michał Grymuza – gitara
- Mirek Stępień – gitara basowa
- Katarzyna Pysiak – chórki
- Agnieszka Piotrowska – chórki
- kwartet smyczkowy w składzie: Dominika Romicka (Cofała) - I skrzypce , Marek Leszczyński, Patryk Rogoziński, Anna Szalińska,
- Krzysztof Zalewski – aranżacja partii skrzypiec